# 桑姓
桑姓，在《百家姓》中排第307位。

## 分布
桑姓在大陆和台湾都没有列入百家姓前一百位。桑姓出自嬴姓。春秋时候，秦国有个贵族叫作公孙枝，字子桑。他的后代以他的字作为姓氏，称为桑氏，世代相传，形成里今天的桑姓。
关于桑姓的起源还有一个说法。远古时候有个地名叫作穷桑（今山东省曲阜市东北），上古五帝之一的少昊是著名的氏族部落首领，他就建都于穷桑，并以地名为姓氏，称为穷桑氏。后来，少昊的后代将姓氏简化为一个桑字，成了桑氏。
桑氏的望族居住在河南（今天的河南省洛阳东北）、黎阳（今天的河南省境内）。今山东省泰安市宁阳县鹤山乡的东皋村、大辛庄、小辛庄、桑家庄以及桃源村等约有万余桑姓人；在安徽省明光市（隶属于滁州市的一个县级市）也有上万桑姓人，在明光市还有一个叫桑大郢的地方，居住了数千桑姓人；山东省肥城市桃源镇屯头村也有数千桑姓人。山东各地的桑姓人均源于宁阳县鹤山乡的东皋村，该村（原名桑家海子）有桑姓人家庙及家谱，家谱中讲该桑姓人明初迁徙于山西洪洞县。在今河北高碑店市阎家务村有桑氏一族，约400人，据称祖上来自山东境内。今山东省莱芜市黄庄镇有金水河，东王家庄，南北通香峪，台子村，茄子峪村，桑家庄等村约有数千桑姓人。在古代，桑姓的望族大多出自于河南。

## 郡望
源流一

源于神农氏，出自炎帝之妻桑氏，属于以先祖名字为氏。据史籍《姓氏考略》记载：“神农娶承桑氏，亦作桑水氏，其后有桑姓。”
相传，神农氏娶了桑氏之女（桑水氏即听訞）作为自己的妻子，他们的后代中即有人以桑为姓氏，称桑氏，是非常古早的姓氏之一。

源流二

源于己姓，出自穷桑氏(金天氏)少昊的后代，属于以居邑名称为氏。
据史籍《姓谱》、《万姓统谱》等记载：“黄帝裔孙少昊穷桑氏之子孙以桑为氏。”
穷桑氏，即少昊，己姓，名挚，字青阳，号金天氏，是远古时期东夷族的部落联盟首领，后人为了有别于太昊氏，故称其为少昊、或少暭。因其在穷桑登上了帝位并都于穷桑，故又称穷桑氏。在少昊的后裔子孙中，又一部分族人以地名称号作为姓氏，称为穷桑氏，后来省文简化为单姓桑氏、穷氏。
桑氏族人大多尊少昊为得姓始祖。

源流三

源于嬴姓，出自春秋时期秦国公族公孙枝，属于以先祖名字为氏。根据《姓苑》记载：“秦公孙枝，字子桑，其孙以王父字为氏。”春秋时期秦国公族有叫公孙枝，在秦穆公执政时期担任秦国的大夫，他的最著名的贡献，就是向秦穆公荐举了原虞国的大夫虞奚。在公孙枝的后裔子孙中，有以先祖名字为姓氏者，称子桑氏，后省文简化为单姓桑氏，世代相传至今，史称桑氏正宗。

源流四

源于姒姓，出自战国时期古桑国，属于以国名为氏。据史籍《姓考》记载，春秋时期有个古桑国，亦称桑干国（今山东陵县），是依附于鲁国的一个小诸侯国，国君为大禹的后裔子孙，史书甚少记载。在战国后期的周郝王十年（前305年），桑君起而反抗秦国统治，因此被秦昭襄王破国，桑君被诛。在桑国灭亡后，其王族子孙以及国人中有以国名为姓氏者，称桑氏，世代相传至今。
源流五

源于蒙古族，属于汉化改姓为氏。据史籍《清朝通志·氏族略·蒙古八旗姓》记载：蒙古族桑果尔氏，亦称索罗噶尔氏，世居察哈尔（今河北张家口一带，包括河北、内蒙乌兰察布盟、锡林郭勒盟一部、山西部分地区）。后有满族引为姓氏者，满语为Solongar Hala。清朝中叶以后，蒙古族、满族桑果尔氏多冠汉姓为桑氏、索氏、罗氏、尔氏等。

源流六

源于满族，属于汉化改姓为氏。据史籍《清朝通志·氏族略·满洲八旗姓》记载：

⑴.满族乌库理氏，亦称乌色里氏，源出金国时期女真乌古伦部，满语为Ukuri Hala，汉义“细鳞鲮鱼”，世居黑龙江两岸，是满族最古老的姓氏之一，后多冠汉姓为桑氏、商氏、刘氏、乌氏、李氏、讷氏等。

⑵.满族夸尔达氏，亦称夸尔那氏、夸哈那氏，满语为Kuwarda Hala，世居哈达（今辽宁西丰小清河流域），所冠汉姓即为桑氏。

⑶.满族萨玛尔吉氏，亦称萨马尔基氏，满语为Samargi Hala，世居虎尔哈布尔哈村（今黑龙江牡丹江流域）、索伦（今黑龙江嫩江市以西广大地区）、松花江等地，后多冠汉姓为桑氏。

⑷.满族塞楞吉氏，亦称萨基氏，满语为Sailgi Hala，世居塞楞吉石赫寨（今黑龙江下游右岸），所冠汉姓即为桑氏。
⑸.满族商佳氏，亦称尚佳氏，满语为Sanggiya Hala，祖先原为汉族，东汉末期被辽东鲜卑乌桓部虏携后融入鲜卑族，后逐渐演化为海西女真，世居鄂和（今内蒙古莫力达瓦旗额尔河流域），后多冠汉姓为桑氏、商氏等。

源流七

源于彝族，属于汉化改姓为氏。彝族桑氏，源出古老的食桑氏部落，就是在史籍《山海经·海经·大荒南经》中记载的“蜮山者，有蜮民之国，桑姓，食黍，射蜮是食。有人方扜弓射黄蛇，名曰蜮人。”“蜮”，就是传说中的“含沙射影”，“蜮人”，就是指“南蛮彝”；而“桑姓”在史籍《御览·南蛮六》中注释为“食桑”，实际上就是古代彝族的先民之一，统称食桑氏，早年分布在蜮山(今湖北宜都宋山)。在明朝时期的改土归流运动中，该部落头人流改为汉姓桑氏，其后裔子孙及其部分族人随称桑氏，世代相传至今。

河南郡：秦朝时期名为三川郡。西汉高宗二年(丙申，公元前205年)改为河南郡，治所在雒阳(今河南洛阳)，其时辖地在今河南黄河南部洛水、伊水下游，双洎河、贾鲁河上游地区及黄河北部原阳县一带地区，辖二十二县，大致相当于今河南省孟津、偃师、巩义、荥阳、原阳、中牟、郑州、新郑、新密、临汝、汝阳、伊川、洛阳等县市。东汉时期既都洛阳，为提高河南郡的地位，其长吏不称太守而称尹。隋朝初年被废黜，后又复为豫州河南郡。唐朝时期为洛州河南府，其辖境都远小于汉朝时期的河南郡。元朝时期为河南路，明、清两朝时期均为河南府。民国时期建为河南省。

黎阳郡：西汉高祖年间设黎阳县，属冀州魏郡，这是浚县设县之始，治所在大伾山东北。王莽时改名黎蒸，东汉恢复黎阳县名。东晋永和七年(辛亥，公元351年)置黎阳郡，辖黎阳县。东晋太元十四年(己丑，公元389年)属黎阳郡，黎阳县属汲郡。北魏孝昌年间(公元523～528年)分汲郡置黎阳郡，辖黎阳县。东魏天平元年～武定八年(公元534～550年)间置黎州，辖黎阳郡。北齐废黎州，北周宣政元年(戊戌，公元578年)复置黎州，辖黎阳郡。隋朝开皇三年(癸卯，公元583年)，黎州、黎阳郡并废，黎阳县属卫州。隋开皇十六年(丙辰，公元596年)置黎州，辖黎阳县。隋大业二年(丙寅，公元606年)废黎州，黎阳县属汲郡。唐朝武德二年(乙卯，公元619年)置黎州总管府，辖殷、卫、澶、洹四州。唐武德六年(癸未，公元623年)置总管府，黎州属相州都督府。唐贞观十七年(癸卯，公元643年)废黎州，黎阳县属卫州。宋朝端拱元年(戊子，公元988年)，置通利军，治所在今大伾山与紫金山之间，辖黎阳县。宋天圣元年(癸亥，公元1023年)改安利军，治所迁至浮丘山西。宋熙宁三年(庚戌，公元1070年) 废军，黎阳县属卫州。宋元佑元年(丙寅，公元1086年)复置通利军，辖黎阳县。宋政和五年(乙未，公元1115年)军升为浚州，治所在浮丘山巅，辖黎阳县。金国皇统八年(戊子，公元1148年)改浚州为通州。金天德三年(辛卯，公元1151年)复名浚州。明朝洪武三年(庚戌，公元1370年)农历4月，降州为县，始称浚县，治所迁至浮丘山东北平坡。清朝顺治元年(甲申，)浚县属大名府，清雍正三年(乙巳，公元1725年)改属卫辉府。民国二年(癸丑，公元1913年)3月，废府设道，浚县属河北道。民国十六年(丁卯，公元1927年)废道改行署。民国二十七年(戊寅，公元1938年)改属第十三行署。民国二十九年(庚辰，公元1940年)秋，浚县抗日民主政府建立，属冀鲁豫边区行署。民国三十六年(丁亥，公元1947年)7月，民国浚县政府改属第四行署。民国三十八年(己丑，公元1949年)5月，浚县全境解放。1949年10月中华人民共和国成立后，中共浚县民主政府改为浚县人民政府，属平原省安阳专区。1952年11月15日撤销平原省。12月1日，浚县改属河南省安阳专署。1958年4月18日，撤销安阳专区，浚县划归新乡专区。1961年12月19日，恢复安阳专属，浚县归安阳专署。1970年安阳专区改为安阳地区。1983年 10月撤销安阳地区，改设安阳、濮阳两个市。浚县属安阳市。1986年1月18日，国务院批准将浚县划归鹤壁市。1986年，浚县辖十乡一镇，即城关乡、善堂乡、王庄乡、屯子乡、白寺乡、钜桥乡、大赉店乡、卫贤乡、小河乡、新镇乡和城关镇。1992年4月24日，河南省民政厅批复，撤销善堂乡、大赉店乡，设立善堂镇、大赉店镇，实行镇管村体制，原辖行政区域不变。1995年6月12日，省民政厅批复，同意撤销新镇乡、小河乡，设立新镇镇、小河镇。1997年7月15日，省政府批准，将浚县大赉店镇划入鹤壁市郊区。1997年12月29日，屯子乡撤乡建镇。1998年10月8日，钜桥乡撤乡建镇。2000年末，浚县辖六镇四乡，即城关镇、善堂镇、屯子镇、钜桥镇、新镇镇、小河镇和城关乡、王庄乡、白寺乡、卫贤乡。

## 延伸阅读
[在维基数据编辑]
 《百家姓》
 《欽定古今圖書集成·明倫彙編·氏族典·桑姓部》，出自陈梦雷《古今圖書集成》

## 扩展网站
桑氏门户网